# Daniele Padelli
Daniele Padelli (ur. 25 października 1985 w Lecco) – włoski piłkarz występujący na pozycji bramkarza we włoskim klubie Udinese Calcio. Wychowanek Lecco, w swojej karierze grał także w takich zespołach jak Sampdoria, Pizzighettone, Crotone, Liverpool, Pisa, Avellino, Bari, Torino oraz Inter Mediolan. Młodzieżowy reprezentant Włoch.